# Le bande
Le bande è un film del 2005 diretto da Lucio Giordano e incentrato sul problema del contrabbando in Puglia e la successiva risposta delle forze dell'ordine con l'Operazione primavera.
L'opera ha avuto la collaborazione del Comando regionale della Guardia di Finanza di Bari ed è stata presentata alla Mostra del Cinema di Venezia.

## Trama
Il film ha come protagonista Massimo, un ragazzo abbastanza ricco, figlio di una direttrice d'orchestra e vive ad Alberobello .
Alcuni contrabbandieri di sigarette, durante un inseguimento da parte della Guardia di Finanza, finiscono per tamponare volutamente (credendo che si trattasse di finanzieri in borghese) la macchina di Massimo, che torna - con la sua famiglia - da un teatro dove si è tenuta un'opera musicale.
Il violento scontro uccide la madre di Massimo e costringe il padre sulla sedia a rotelle. Quel tragico incidente finisce per cambiare radicalmente la vita.
Il padre non riuscirà più a lavorare e sarà costretto a chiedere continui prestiti per mandare avanti la famiglia, senza far mancare niente ai propri figli. E i figli si vedranno costretti a perpetrare piccoli furti in gioiellerie per aiutare il padre.

## Location
Il film è tutto girato ed ambientato in Puglia, in particolare a Triggianello, (frazione del Comune di Conversano), Otranto, Polignano a mare, Alberobello e Locorotondo. Alcune scene sono state girate anche a Lanciano, in Abruzzo.